# Клеанти Симониду
Клеанти Симониду (на гръцки: Κλεάνθη Σιμωνίδου) e гръцка учителка и деятелка на Гръцката въоръжена пропаганда.

## Биография
Родена е в 1874 година в Солун, Османската империя. Учи в гръцкото девическо училище в Солун и става гръцка учителка в селищата в Западна Македония. В 1905 - 1906 година работи като учителка в Гревена. Директорка е на гръцкото училище в Колиндър. По време на Гръцката въоръжена пропаганда в Македония е директорка на гръцкото училище в Гумендже и активно сътрудничи с организатора на пропагандата в региона, генералния консул в Солун Ламброс Коромилас. Симониду превръща бащината си къща в таен склад за оръжия, които постепенно пренася към Гумендже.
На 24 години се омъжва за богатия инженер Йоанис Гайтанос. В Солун развива широка благотворителна дейност в сътрудничество с митрополит Генадий Солунски, Грижа за децата и сиропиталището Мелиса.
Умира в 1951 година. Завещава наследство на Солунския университет „Аристотел“, на църквата „Вси Светии“ и на други благотворителни институции в Солун.